# The Return of Wild Bill
The Return of Wild Bill is een Amerikaanse western uit 1940 onder regie van Joseph H. Lewis.

## Verhaal
De revolverheld Bill Saunders keert op verzoek van zijn vader terug naar zijn thuisstad. Hij ontdekt er dat zijn vader dodelijk gewond is geraakt door de schuld van Matt Kilgore en zijn bende. Saunders doodt de broer van Kilgore in een vuurgevecht. De bende spant een valstrik om zich te wreken.

## Rolverdeling
| Acteur          | Personage          |
| --------------- | ------------------ |
| Bill Elliott    | Wild Bill Saunders |
| Iris Meredith   | Sammy Lou Griffin  |
| George Lloyd    | Matt Kilgore       |
| Luana Walters   | Kate Kilgore       |
| Edward LeSaint  | Lige Saunders      |
| Frank LaRue     | Ole Mitch          |
| Francis Walker  | Jake Kilgore       |
| Chuck Morrison  | Bart               |
| Dub Taylor      | Cannonball         |
| Buel Bryant     | Hulpsheriff        |
| William Kellogg | Hep                |